# Maria Helena Johanna Fermin
Maria Helena Johanna Fermin (* 6. Juli 1897 in Den Haag; † 2. April 1980 in Zwolle) war eine niederländische Romanistin, Italianistin und Räto-Romanistin.

## Leben und Werk
Maria Fermin studierte in Amsterdam, Groningen und Paris. Sie wurde 1954 bei Paul Zumthor an der Universität Amsterdam promoviert mit der Arbeit Le vocabulaire de Bifrun dans sa traduction des quatre Evangiles (Amsterdam 1959). An der Universität Utrecht war sie ab 1955 Dozentin, ab 1958 Stiftungsprofessorin und ab 1963 ordentliche Professorin für Italienisch. 1966 wurde sie emeritiert.

## Weitere Werke
- Peider Lansel en de herleving van het Reto-romaans, Amsterdam 1956 (Antrittsvorlesung Amsterdam)
- Girolamo Gigli, linguist en satiricus, Groningen 1956 (Antrittsvorlesung Utrecht)
- Kritiek en interpretatie in de spiegel van de tijd, Groningen 1959 (Antrittsvorlesung Utrecht)
- (Bearbeiterin) Beniamino Dentici, Italiaans handwoordenboek I: Italiaans-Nederlands, 3. Auflage, Den Haag 1964 (884 Seiten, 1. Auflage 1926)